# Metropolregion Vale do Aço
| Metropolregion Vale do Aço Vale do Aço | Metropolregion Vale do Aço Vale do Aço |
| Lagekarte für das Vale do Aço          | Lagekarte für das Vale do Aço          |
| -------------------------------------- | -------------------------------------- |
| Fläche:                                | 808 km²                                |
| Einwohner:                             | 449.340 (2008)                         |
| Bevölkerungsdichte:                    | 556,1 Ew/km²                           |
| Anzahl d. Gemeinden:                   | 4 (28)                                 |
| BIP (Mio. R$, 2005):                   | 6.825                                  |
| BIP pro Einwohner:                     | 15.189                                 |
| Satellitenbild mit Gemeindegrenzen     |                                        |

Die Metropolregion Vale do Aço, amtlich portugiesisch Região Metropolitana do Vale do Aço, deutsch Tal des Stahles, ist eine Metropolregion im brasilianischen Bundesstaat Minas Gerais. Sie ist ein bedeutendes Zentrum der Stahlindustrie in Südamerika und erwirtschaftet das elftgrößte Bruttoinlandsprodukt Brasiliens. Sie umfasst eine Fläche von 808 km², auf der 2008 449.340 Menschen lebten und ein BIP von 6,8 Real erwirtschafteten.
Die Region entstand durch das Gesetz Lei Complementar nº 51 vom 30. Dezember 1998 aus den vier Gemeinden Coronel Fabriciano, Ipatinga, Santana do Paraíso und Timóteo. Am 12. Januar 2006 wurde sie zur Metropolregion Região Metropolitana do Vale do Aço erhoben. Zu dieser Metropolregion gehören weiters 24 Gemeinden des Metropolgürtels (Colar metropolitano), nämlich Açucena, Antônio Dias, Belo Oriente, Bom Jesus do Galho, Braúnas, Bugre, Caratinga, Córrego Novo, Dionísio, Dom Cavati, Entre Folhas, Iapu, Ipaba, Jaguaraçu, Joanésia, Marliéria, Mesquita, Naque, Periquito, Pingo-d'Água, São João do Oriente, São José do Goiabal, Sobrália und Vargem Alegre.
| Gemeinde           | Fläche (km²) | Bevölkerung (2010) | BIP (2005)    | HDI (2000) |
| ------------------ | ------------ | ------------------ | ------------- | ---------- |
| Ipatinga           | 166          | 224.636            | 4.422.997.000 | 0,806      |
| Coronel Fabriciano | 221          | 103.008            | 451.426.000   | 0,789      |
| Timóteo            | 145          | 77.316             | 1.842.089.000 | 0,831      |
| Santana do Paraíso | 276          | 26.810             | 108.346.000   | 0,712      |
| Gesamt             | 808          | 449.340            | 6.824.858.000 | 0,803      |

Die Region ist verkehrsmäßig durch die Eisenbahnstrecke Estrada de Ferro Vitória a Minas, an welcher mehrere Städte des Vale do Aço liegen, durch Fernstraßen und den Flughafen Ipatinga gut erschlossen.